# Бокељска народна ношња
Бокељска народна ношња је кроз вјекове доживљавала разне промјене и утицаје, развојем поморске трговине и везама са главним центрима Медитерана. Кроз времена најбоље се сачувала од утицаја стара добротска ношња.
Ова ношња данас се може видјети у музејима, а изван њих у данима Бокељске морнарице и у доста лошим копијама по разним фолклорним ансамблима.

### Мушка ношња
- Традиционална бокељска капа, са златним везом и кићанком на тепелаку, је дубока од 10 до 12 цм. Урађена је од црне свите са плавом поставом.

- Кошуља је бијела, направљена од куповног платна, и дуга до испод паса.

- Јечерма, прављена је од плавог или црвеног велуда и састоји се из три дијела, прса су право исјечена и толико узана да се једва додирују. Иза рубова, око врата и низ прса, прошивена је танким златним гајтанима. Јечерма се закопчава сребрним ботунима.

- Корет се облачи преко јечерме и израђен је од црне или тамноплаве свите. Састоји се из три комада, леђног и два прсна. Дуг је до паса, испред је право скројен и отворен на прсима да се види кружат. Читав је постављен бијелим платном. Украшен је дугмадима и разним гајтанима. На лактовима је по један калчак, исплетен од златне и црне свилене жице.

- Пас (појас) је био црвене или тамноплаве боје. Ткан је од свиле, у једној поли која је дугачка око 4 м, а широка 30 цм, са малим ресама по крају.

- Чарапе су црне, памучне, домаће производње. Горњи дио чарапа се увлачи испод чакшира, преко њих су закопчаване подвезице црвене свите са по двије копче, које су увијек долазиле позади нога.

- Чакшире су прављене од црне или тамноплаве свите. Скројене су у три дијела, ушћесла и двије ногавице, постављене бијелим платном. Ушћесла су дубока према висини човјека, око 55 цм, а широка у пасу око 50 цм, а при дну око 75 цм. Ногавице су широке 33 цм и све су уже до испод кољена, гдје се завршавају. Око паса опшивене су црвеним платном, кроз које се провлачи гатњик оплетен од бијеле вунене пређе. Сприједа и позади су прорези, дубоки 15 цм, опшивени гајтаном.

- Ципеле су ниске, црне, са оштрим врхом, зову их гондолете.

- Рукавице су бијеле, памучне.

- Машна је црна (лептир).